# Band-Maid
Band-Maid (バンドメイド) é uma banda de rock japonesa formada em 2013, integrada pela vocalista Saiki Atsumi, guitarrista e cantora Miku Kobato, guitarrista Kanami Tōno, baixista Misa e baterista Akane Hirose. A banda combina a música heavy metal e hard rock com a imagem dos maid cafés japoneses. Elas estão atualmente na gravadora Pony Canyon e seu álbum completo mais recente, Epic Narratives, foi lançado em 2024.

## Carreira

### Formação e início de carreira (2013–2015)

Logotipo da banda

Band-Maid foi formada em Tóquio em julho de 2013 pela cantora e guitarrista Miku Kobato, ex funcionária de um maid café japonês em Akihabara. Ela pensou em formar uma banda que juntasse a imagem da empregada das maids com a imagem do rock pesado. Após buscar na internet, Kobato recrutou a guitarrista principal Kanami Tōno. Tōno se apresentou como cantora e compositora e sugeriu sua baterista de apoio Akane Hirose também fizesse parte da banda. Hirose por sua vez sugeriu uma colega de sua escola de música, a baixista Misa. Em 24 de julho de 2013, elas realizaram sua primeira apresentação ao vivo no PP Audition em Osaka Deep, como um quarteto com Kobato no vocal.
Mais tarde, a banda decidiu que ter duas vocalistas com personalidades opostas seria interessante, então recrutaram a vocalista adicional Saiki Atsumi. A primeira apresentação com as cinco integrantes aconteceu no Festival P em Shibuya-AX em agosto de 2013. Durante o início da carreira, Band-Maid se apresentava ao vivo regularmente em vários locais na área de Tóquio. No ano seguinte, assinaram contrato com a agência de talentos Gump Records e lançaram seu mini-álbum de estreia Maid in Japan em janeiro de 2014. Em agosto, lançaram o maxi-single "Ai to Jōnetsu no Matador".

### Sucesso internacional (2016–2018)

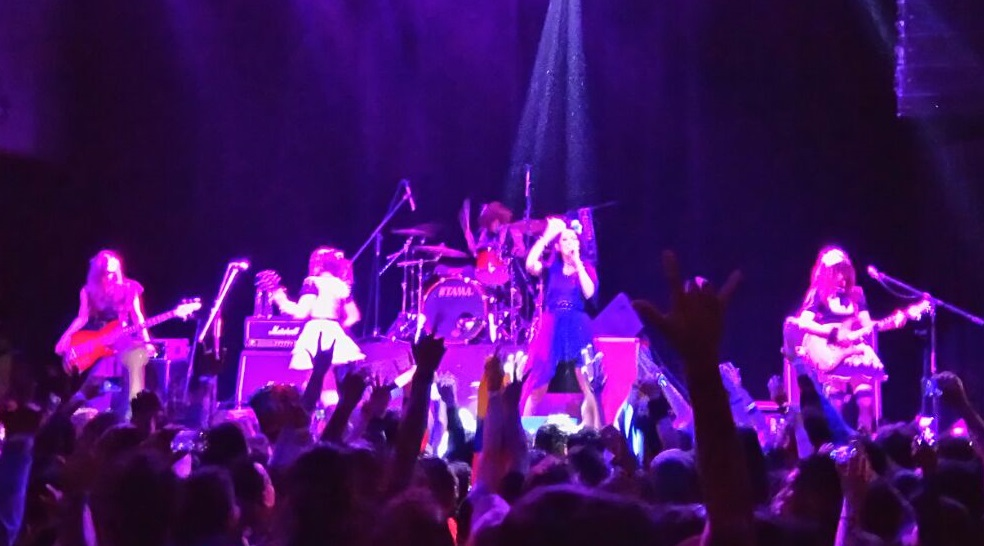
Band-Maid na Cidade do México em 9 de outubro de 2016, em sua primeira turnê mundial.

Band-Maid ganhou notoriedade internacional pela primeira vez em abril de 2015, quando a página do Facebook da rádio online Jrock Radio, em inglês, promoveu o videoclipe de "Thrill", que conquistou mais de 1 milhão de visualizações até o ano seguinte. Saiki e Kobato contaram que a banda estava prestes a acabar nesta época e que o reconhecimento internacional de "Thrill" foi a reviravolta que salvou sua carreira.
Em novembro de 2015, o segundo mini álbum New Beginning foi lançado. Foi o primeiro a ranquear na Oricon Albums Chart, chegando a 64° posição na parada semanal. A banda fez uma turnê por casas de shows de Tóquio para promover o álbum até fevereiro de 2016, resultando em um show esgotado em 14 de fevereiro. Consequentemente, em março de 2016 elas fizeram primeira apresentação no exterior, no evento Sakura-Con em Seattle.
Após conseguirem contrato com a gravadora major Nippon Crown, no subrótulo Crown Stones, o grupo lançou seu terceiro mini-álbum Brand New Maid, em maio de 2016 seguido pelo lançamento na Europa pela JPU Records em julho. De outubro a novembro de 2016, elas fizeram sua primeira turnê mundial que as levou ao México, Hong Kong e seis países da Europa.
Em janeiro de 2017, lançaram seu primeiro álbum completo intitulado Just Bring It que foi precedido pelo single "YOLO", lançado em novembro de 2016. Band-Maid apareceu no festival Golden Melody Awards 2017 em Taiwan de 23 a 24 de junho. O maxi-single "Daydreaming/Choose Me" foi lançado em julho de 2017. Elas participaram do álbum de tributo ao Mucc Tribute of Mucc -En-, lançado em 2017, com um cover de "Honey".
A banda lançou seu segundo álbum completo intitulado World Domination em fevereiro de 2018. No mesmo dia, elas relançaram seu álbum de estreia de 2014, Maid in Japan, com duas faixas bônus. Embora o lançamento original desse álbum não tenha chegado às paradas, a versão relançada alcançou a posição 26 na Oricon. Em 1º de abril de 2018, elas se apresentaram na Warped Tour em Makuhari Messe e logo depois, em setembro, embarcaram em mais uma turnê pela Europa e Estados Unidos. O maxi-single "Start Over" foi lançado em julho de 2018.

### Band-Maiko e Cluppo (2019–presente)

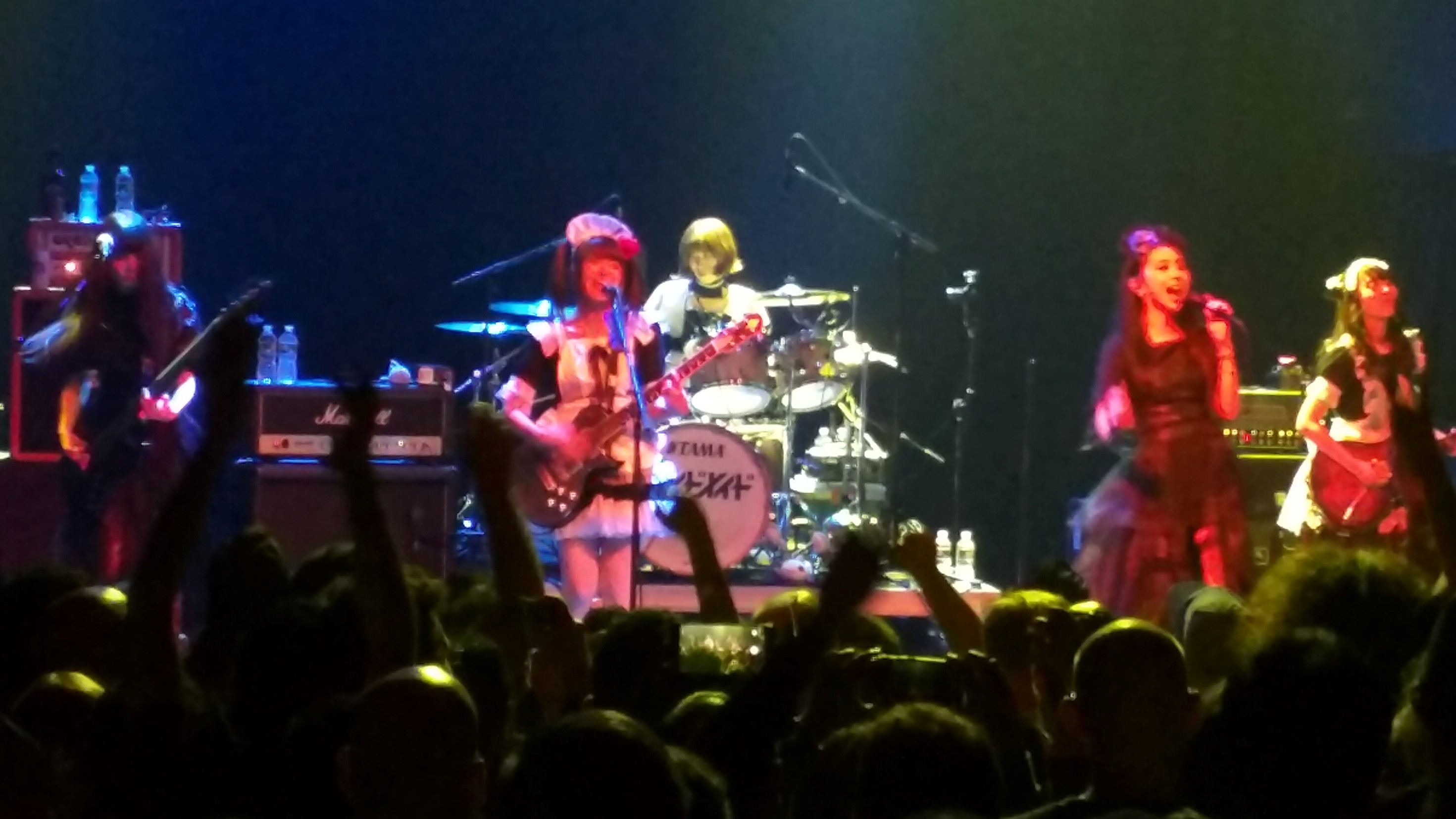
Band-Maid se apresentando no Gramercy Theatre em Nova Iorque, setembro de 2019.

Os singles "Glory" e "Bubble" foram lançados simultaneamente em janeiro de 2019. "Glory" aparece como o segundo tema de encerramento da segunda temporada do anime Yu-Gi-Oh! Vrains, enquanto "Bubble" serve como música tema do drama japonês Perfect Crime. Mais tarde neste ano, a banda assinou um novo contrato, desta vez com a Revolver Records. Sob o nome Band-Maiko e adotando uma imagem maiko (gueixa), a banda lançou um EP intitulado Band-Maiko em abril de 2019, que adaptou várias canções anteriores do Band-Maid com instrumentos musicais tradicionais do Japão e letras no dialeto Kansai. Em abril de 2019, anunciaram uma turnê pelo Reino Unido, França, Alemanha, Taiwan e Estados Unidos em parceria com a Live Nation Entertainment.
O terceiro álbum completo da banda, Conqueror, foi lançado em dezembro, trazendo uma música produzida por Tony Visconti. Ele estreou na nona posição na parada semanal e na primeira posição na parada semanal de álbuns de rock da Oricon.
Elas lançaram seu primeiro vídeo independente em abril de 2020, uma gravação do show Band-Maid World Domination Tour [Shinka] no Line Cube Shibuya. No final de 2020, deixaram a Revolver Records e entraram na Pony Canyon. O single "Different" foi lançado em dezembro de 2020; servindo também como tema de abertura da série de anime japonesa Log Horizon: Destruction of the Round Table. O quarto álbum, Unseen World, foi lançado em janeiro de 2021. Estreou na oitava posição na parada semanal e em primeiro lugar na parada de álbuns de rock da Oricon. A fundadora Miku Kobato, sob o nome de Cluppo, lançou o single solo "Peace & Love" em abril e o single duplo "Peace & Love/Flapping Wings" em agosto do mesmo ano.
Para 11 de fevereiro de 2021, estava agendado um show no Nippon Budokan, representando um grande reconhecimento para a banda. Devido ao avanço da pandemia de COVID-19 no Japão, o show foi cancelado. No entanto, em uma casa de shows menor elas se apresentaram online em formato de live streaming no mesmo dia. O single "Sense" foi lançado em outubro; a música também serve como tema de abertura da série de anime japonesa Platinum End. Em dezembro, elas anunciaram uma segunda turnê pelos Estados Unidos, incluindo uma apresentação no Aftershock Festival, que ocorreu no final de 2022. "Choose Me" foi usada na série de TV americana Peacemaker.
Em março de 2022, Kobato, novamente sob o nome de Cluppo, lançou o EP Hatofull. Em julho de 2022, ela lançou o single não pertencente ao álbum "With You", que serve como tema de encerramento da série de anime japonesa Smile of the Arsnotoria. Em 21 de setembro de 2022, Band-Maid lançou um EP intitulado Unleash. Band-Maid foi o ato de abertura da Guns N' Roses 2020 Tour em novembro.
No início de janeiro de 2023, a banda anunciou uma turnê de 10º aniversário, planejada para começar em março no Japão, com shows nos Estados Unidos em maio e agosto, culminando com um show na Yokohama Arena em novembro de 2023. Em fevereiro de 2023, Band-Maid foi ato de abertura dos três shows de estreia de The Last Rockstars nos Estados Unidos. Em junho de 2023, a banda anunciou que lançaria dois álbuns de grandes sucessos em agosto de 2023.

## Imagem e estilo musical
A imagem de Band-Maid é modelada nas garçonetes de maid café japonesas, que usam traje de empregadas domésticas da era vitoriana. O uniforme padrão é adaptado para combinar com a personalidade de cada integrante. Em entrevistas, elas explicaram que o conceito veio da fundadora Miku Kobato, que já havia trabalhado em um café em Akihabara. A aparência de empregada "fofinha e submissa" da banda contrasta com seu estilo de rock agressivo. Elas decidiram ter duas vocalistas com personalidades opostas para permitir uma variedade maior de músicas, usando dois tipos de voz diferentes.
A banda se refere aos fãs masculinos como "mestres" (ご主人様, goshujin-sama), às fãs femininas como "princesas" (お嬢様, ojō-sama) e aos shows como "serviços" (お給仕, okyūji). Os "serviços" são geralmente interrompidos por uma pausa onde os integrantes apresentam alguma interação cômica com o público. Isso é chamado de Omajinai-Time e é executado principalmente por Kobato. Ela dá à sua voz um tom alto para parecer mais fofa (kawaii). Esta performance inclui chamadas e respostas de "moe moe kyun" que vem dos animes e maid cafés para demonstrar fofura.
Kobato amava música enka japonesa quando era criança, porém a banda Tokyo Jihen a levou ao rock. Ela frequentou uma escola de canto por volta de 2012, mas começou a tocar guitarra com o Band-Maid no ano seguinte. Atsumi começou a cantar quando tinha 14 anos e Band-Maid é sua primeira banda. Tōno é uma grande fã de Carlos Santana, toca piano clássico desde criança e começou a tocar violão quando ingressou no clube da banda do colégio. Hirose é fã de Deep Purple e Maximum the Hormone, particularmente da baterista Nao Kawakita, e também tocava trombone e piano. Misa gosta de Paz Lenchantin, The Smashing Pumpkins e Jimi Hendrix; ela começou a tocar piano por volta dos 3 ou 4 anos de idade, e também tocava trompete, trompa alto e violão.

## Filmografia
Band-Maid pode ser vista em uma cena do filme thriller de ação Kate, lançado pela Netflix em 2021. A banda também fornece as canções "Blooming" e "Choose Me" para a trilha sonora.

## Integrantes
- Miku Kobato (小鳩 ミク) – guitarra rítmica, vocais e vocais de apoio (2013–presente)
- Kanami Tōno (遠乃 歌波) – guitarrista solo e vocais de apoio (2013–presente)
- Akane Hirose (廣瀬 茜) – bateria e vocais de apoio (2013–presente)
- Misa (ミサ, estilizado como MISA) – baixo (2013–presente)
- Saiki Atsumi (厚見 彩姫) – vocais e vocais de apoio (2013–presente)

## Discografia
- Maid in Japan (8 de janeiro de 2014)
- New Beginning (18 de novembro de 2015)
- Brand New Maid (18 de maio de 2016)
- Just Bring It (11 de janeiro de 2017)
- World Domination (14 de fevereiro de 2018)
- Conqueror (4 de dezembro de 2019)
- Unseen World (13 de janeiro de 2021)
- Epic Narratives (25 de setembro de 2024)

## Prêmios
| Ano  | Cerimônia                          | Categoria             | Trabalho  | Resultado | Ref.   |
| ---- | ---------------------------------- | --------------------- | --------- | --------- | ------ |
| 2016 | Classic Rock Roll of Honour Awards | Nova Geração do Japão | Band-Maid | Venceu    | [ 62 ] |
| 2020 | Neo Awards                         | Melhor Ato Musical    | Band-Maid | Venceu    | [ 63 ] |